# Hold On (Wilson Phillips-låt)
Hold On är en låt av Wilson Phillips som finns med på deras självbetitlade debutalbum från 1990. Låten släpptes som singel den 27 februari 1990. Texten skrevs av bandmedlemmen Carnie Wilson. Musiken komponerades av Chynna Phillips, även hon bandmedlem, och producenten Glen Ballard.
Låten blev deras första listetta på Billboard Hot 100 i USA. I Storbritannien nådde låten sjätte plats på UK Singles Chart och i Sverige tog sig singeln som bäst upp till plats 10 på Sverigetopplistan. År 1991 nominerades låten till en Grammy Award i kategorin "Årets låt", men förlorade dock mot From a Distance med Bette Midler.
År 2011 medverkade de tre medlemmarna i Wilson Phillips i filmen Bridesmaids, där de framför låten. 

## Coverversioner
Under den sjunde säsongen av Kids Incorporated år 1991 framfördes låten av medverkande i serien.